# Jackson Township (comté de Columbia, Pennsylvanie)
Pour les articles homonymes, voir Jackson Township.
Jackson Township est un township, situé au nord du comté de Columbia, aux États-Unis,. En 2010, il comptait une population de 626 habitants.

## Démographie
Lors du recensement de 2010, le township comptait une population de 626 habitants. Elle est également estimée, en 2018, à 630 habitants.

### Source de la traduction
- (en) Cet article est partiellement ou en totalité issu de l’article de Wikipédia en anglais intitulé « Jackson Township, Columbia County, Pennsylvania » (voir la liste des auteurs).